# Birthe Arnbak
Birthe Kirstine Paul Arnbak (født Jensen 10. september 1923 på Liselund, Sjørslev, død 13. april 2007) var en dansk forfatter.

## Biografi
Birthe Arnbak blev student fra Randers Statsskole i 1942 og straks efter gift med civilingeniør Lars Arnbak.(a/s Jydsk Genkul, a/s Lars Arnbak & co og a/s Scangear) I 1945 debuterede hun med digtsamlingen Spejlet, som blev startskuddet til et langt forfatterskab, der kom til at udmønte sig i 26 titler i alt. 
Birthe Arnbak boede fortrinsvis i Jylland, men hun opholdt sig også en tid i USA samt i flere omgange i England. I en periode boede familien også i Rungsted, hvor hun kom i kontakt med blandt andre Karen Blixen. Senere købte familien Kabbel Hovedgaard ved Lemvig og drev landbrug med køer i løsdrift og med aktiv deltagelse af Birthe Arnbak. Hun var også aktiv i faglige sammenhænge lokalt i Jylland.
Birthe og Lars Arnbak fik tre sønner: Professor Jens Arnbak, pastor Paul Arnbak og distriktssygeplejerske Ole Arnbak.

## Digtning
Arnbaks forfatterskab var præget af hendes opvækst på Djursland i nær kontakt med naturen på Gl.Estrup skovridergård og senere også det daglige arbejde med landbruget. Samtidig gav ikke mindst hendes rejser til England inspiration til hendes arbejde. Digte var hendes langt foretrukne udtryksform, men hun skrev også noveller og en enkelt roman.

## Priser og hædersbevisninger
Birthe Arnbak modtog flere priser, blandt andet:
- Edith Rode Legatet (1958)
- Kai Hoffmann Legatet (1961)
- Dansk Litteraturpris for Kvinder (1985)
- Statens Kunstfonds stipendium (1987)
- Morten Nielsens Mindelegat (1994)
- Limfjordsegnens Litteraturpris (2000)
- Optaget i Kraks Blå Bog[1]